# Стробиці
Стробиці (пол. Strobice, нім. Struwitz) — село в Польщі, у гміні Пакославиці Ниського повіту Опольського воєводства.
Населення — 152 особи (2011).

## Демографія
Демографічна структура станом на 31 березня 2011 року:
|          | Загалом | Допрацездатний вік | Працездатний вік | Постпрацездатний вік |
| -------- | ------- | ------------------ | ---------------- | -------------------- |
| Чоловіки | 76      | 15                 | 57               | 4                    |
| Жінки    | 76      | 16                 | 47               | 13                   |
| Разом    | 152     | 31                 | 104              | 17                   |